# Maucourt-sur-Orne
Maucourt-sur-Orne település Franciaországban, Meuse megyében. Lakosainak száma 49 fő (2022. január 1.). Maucourt-sur-Orne Bezonvaux, Dieppe-sous-Douaumont, Gincrey, Gremilly, Mogeville és Ornes községekkel határos.

## Népesség
A település népességének változása:
| Lakosok száma | 70   | 54   | 44   | 47   | 61   | 60   | 57   | 51   | 50   | 49   |
|               | 1968 | 1982 | 1990 | 2006 | 2013 | 2015 | 2017 | 2019 | 2020 | 2022 |